# Agnes Hegedüs
Agnes Hegedüs (* 15. September 1964 in Budapest) ist eine ungarische Künstlerin, die in Sydney lebt und mit neuen Medien und interaktiver Kunst arbeitet. Am bekanntesten ist sie für ihre Arbeit an virtueller Realität und interaktiven Installationen.

## Frühes Leben und Ausbildung
Hegedüs wurde 1964 in Budapest, Ungarn geboren. Sie studierte Fotografie und Videokunst an der Akademie der Schönen Künste in Budapest. Anschließend setzte sie ihr Studium an der Minerva Academy in Groningen (Niederlande) und an der Kunstakademie in Enschede (Niederlande) fort. Im Jahr 1990 schloss sie ein Postgraduiertenstudium in Neuen Medien an der Städelschule in Frankfurt am Main ab. Dort studierte sie bei Peter Weibel.

## Werke
Agnes Hegedüs ist eine Pionierin der interaktiven Kunst, die Technologie nutzt, um eindringliche und fesselnde Erfahrungen für den Betrachter zu schaffen. Sie wurde für ihren innovativen Einsatz von Technologie und ihre Auseinandersetzung mit der menschlichen Erfahrung anerkannt. Hegedüs ist eine führende Persönlichkeit auf dem Gebiet der neuen Medienkunst und erweitert ständig die Grenzen dessen, was mit Technologie in der Kunst möglich ist. Ihre Arbeit konzentriert sich auf die subjektive Erfahrung des Betrachters. Die Arbeit wird oft als 'phänomenologisch' beschrieben. Sie interessiert sich dafür, wie Technologie genutzt werden kann, um neue Sichtweisen auf die Welt und uns selbst zu schaffen.

### Videokunst
Hegedüs’ frühes Werk konzentrierte sich auf Videokunst und erforschte Themen wie Identität, Geschlecht und Technologie. Ihr bekanntestes Video ist 'And Grind Hard Stones to Meal' (1989), das eine Reflexion über den weiblichen Körper und den Transformationsprozess darstellt. In 'Bubble Order' (1988) schafft Hegedüs eine visuelle Sprache aus Seifenblasen.

### Interaktive Installationen
In den frühen 1990er Jahren begann Hegedüs, das Potenzial interaktiver Installationen mit Hilfe von Computergrafiken zu erkunden. Ihre 'Installation Handsight' (1992) ermöglicht dem Betrachter, eine Miniaturwelt im Inneren einer Glaskugel zu erkunden, indem er ein mit Sensoren ausgestattetes, in der Hand gehaltenes Objekt benutzt, das einem Augapfel ähnelt. Die Installation ist eine interaktive Virtual-Reality-Erfahrung. In einer anderen Arbeit schuf Hegedüs 1993 'The Televirtual Fruit Machine'. Diese Telepräsenz-Erfahrung ermöglichte es Benutzern, von verschiedenen Orten aus mit einer virtuellen Fruchtmaschine zu interagieren. Hierfür nutzten sie einen mit Sensoren versehenen Arm und ein handgehaltenes Objekt.

### Spätere Werke
Hegedüs’ Werk hat sich im Laufe der Jahre ständig weiterentwickelt und neue Technologien und Themen erforscht. In ihrer Installation 'Between The Words' (1995) nutzt sie Projection Mapping, um eine interaktive Umgebung zu schaffen, die auf die Bewegungen des Betrachters reagiert. 1997 arbeitete sie mit Bernd Lintermann, Jeffrey Shaw und Leslie Stuck zusammen, um eine Virtual-Reality-Umgebung mit dem Titel 'conFiguring The Cave' zu schaffen, die das Konzept der Höhle erforscht. Im Jahr 1998 schuf sie ein interaktives Werk auf CD-ROM mit dem Titel 'Things Spoken'.

## Einzelausstellung
1995 »Between the Words«, Kunst- und Ausstellungshalle der Bundesrepublik Deutschland, Bonn

## Gruppenausstellungen (Auswahl)
- 1989 »Europäisches Medienkunst Festival«, Osnabrück
- 1990 Art Video Hongrie, Straßburg; »Videofest '90«, Berlin
- 1991 »Artec '91«, Nagoya
- 1992 »Endo Nano – Ars Electronica«, Linz; »V2-Festival«, 's Hertogenbosch; »Videonale 5«, Bonner Kunstverein, Bonn
- 1993 »Machine Culture. The Virtual Frontier«, Siggraph '93, Anaheim,
- 1994 »Interactive Media Festival«, Los Angeles
- 1995 »Welcome to the Wired World – Ars Electronica«, Linz
- 1996 »Butterfly Effect«, Kunsthalle Budapest

## Auszeichnungen und Anerkennungen
Hegedüs hat zahlreiche Preise für ihre Arbeit erhalten, darunter 1993 den Prix Ars Electronica und 1994 den Premio Nuove Tecnologie. Außerdem war sie in Ausstellungen im Museum of Contemporary Art in Sydney, im ZKM in Karlsruhe und im Ars Electronica Center in Linz zu sehen.
- 1990–1993 Stipendium des Stichting Fonds voor Beeldende Kunst, Niederlande
- 1992 Gastkünstlerin am ZKM⎢Institut für Bildmedien, Karlsruhe
- 1993 Prisma-Preis für Computerkunst der Hamburgischen Kulturstiftung für »The Fruit Machine«; Anerkennung in der Kategorie Interaktive Kunst des »Prix Ars Electronica«, Linz, für »Handsight«
- 1994 »Sparky Award« des »Interactive Media Festival«, Los Angeles
- 1998 Projektstipendium, ZKM/Institut für Bildmedien, Karlsruhe

## Werke (Auswahl)
- 1987 »Hierosgamos« (Video)
- 1988 »Bubble Order« (Video)
- 1989 »And Grind Hard Stones to Meal« (Video)
- 1990 »125. Fragment« (Video)
- 1990 »Plain Plane Playing« (Kinetische Videoskulptur/Videoinstallation)
- 1990 »Unstable« (Computergrafik-Installation)
- 1991 »4 Space« (Interaktive Installation)
- 1991 »RGB VW« (Computergrafik-Installation)
- 1991 »The Fruit Machine« (Interaktive Installation)
- 1991–1993 »Handsight« (Interaktive Installation)
- 1993 »The Televirtual Fruit Machine« (Telekonferenz Installation)
- 1995 »Between The Words« (Interaktive Installation)
- 1997 »conFiguring The Cave« (Interaktives Environment mit Bernd Lintermann, Jeffrey Shaw und Leslie Stuck);
- 1997 »Memory Theater VR« (Interaktives Environment)
- 1998 »Things Spoken« (Interaktive Arbeit auf CD-ROM)